# Richard Gott
Richard Willoughby Gott (nacido el 28 de octubre de 1938 en Aston Tirrold, Inglaterra) es un periodista, escritor e historiador británico. Se ha desempeñado como corresponsal en América Latina y editor en el diario británico The Guardian.

## Carrera

### Primeros años
Estudió historia en la Universidad de Oxford y trabajó en el Instituto Real de Asuntos Internacionales. En la década de 1960 trabajó en la Universidad de Chile, donde escribió Guerrilla Movements in Latin America («Los movimientos guerrilleros en América Latina»). En enero de 1966, Gott fue candidato a parlamentario en una elección en Kingston upon Hull Norte (Yorkshire del Este) formando parte de la 'Coalición Radical', que se oponía a la guerra de Vietnam. Solamente logró 253 votos.

### The Guardian
En noviembre de 1963, comenzó a trabajar como periodista freelance para The Guardian en Cuba. Allí Gott fue invitado a una celebración de la fiesta de la revolución en la embajada de la Unión Soviética en La Habana. Durante la noche, un grupo de periodistas invitados que conversaban en el jardín se reunieron con revolucionario Che Guevara durante unas horas, quien respondió a sus preguntas. En 1967, Gott desempeñó un papel importante al confirmar la identidad del cuerpo de Guevara luego de su muerte puesto que era el único testigo en Bolivia que había conocido personalmente a Guevara.
En 1981 la BBC trató de nombrar a Gott en el cargo de editor en su revista cultural The Listener, pero sus políticas radicales le llevaron a no haber obtenido autorización y Russell Twisk fue nombrado en su lugar.
Después de un período como editor de noticias, Gott se convirtió en editor literario de The Guardian, pero renunció al cargo en 1994 después de que la revista conservadora The Spectator publicara que Gott había sido un «agente de influencia» de la KGB, algo que él rechazó. Afirmó que su renuncia era «una deuda de honor a su papel, no una admisión de culpabilidad», debido a su incapacidad para informar a su jefe de tres viajes al extranjero para reunirse con funcionarios de la KGB durante su investigación al parlamentario conservador Jonathan Aitken. Gott luego afirmó haber recibido dinero de la KGB mediante una carta publicada en The Sunday Times años más tarde. La fuente de la alegación de que había sido un agente de la KGB provenía del desertor Oleg Gordievski.
Gott es investigador honorario en el Instituto para el Estudio de las Américas de la Universidad de Londres.

### Islas Malvinas
Junto a Jeremy Corbyn, Gott es miembro y coordinador del grupo británico Pro Diálogo por la Cuestión Malvinas, que apoya un diálogo entre el Reino Unido y la Argentina por la soberanía de las islas Malvinas.
En 2011 publicó un libro titulado El imperio británico con críticas al imperialismo británico. Gott ha estudiando sobre la historia de las islas Malvinas y defiende públicamente el reclamo argentino de soberanía.

El pueblo británico en general es muy ignorante de su historia, intenta no mirar lo que ocurrió en el pasado. Cuando aparecen libros como el mío la gente se siente avergonzada de darse cuenta lo violenta que fue la historia. [...] Es curioso, porque en Argentina los alumnos aprenden en las escuelas sobre las Malvinas, mientras que en Inglaterra solamente un grupo reducido de periodistas y diplomáticos que trabajaron en América Latina estamos interesado en esta historia.
Richard Gott.

En 2014, la Embajada de Argentina en Londres publicó un libro llamado Malvinas Matters (en español: Diálogos por Malvinas), que incluyó un capítulo escrito por Gott titulado «Malvinas 1968: una iniciativa británica olvidada» sobre su visita a las islas en noviembre de 1968 en el marco de las negociaciones para la transferencia de soberanía de las islas en los años 1960, cuando el gobierno británico decidió entregar las islas a la Argentina pese a la negativa de sus habitantes.
En octubre de 2015 se convirtió en el primer ciudadano británico en sumarse a la campaña Diálogo por Malvinas.

## Publicaciones

### Libros
- Gott, Richard; Gilbert, Martin (2000) [1963]. The appeasers. Orion. ISBN 978-1842120507.
- Gott, Richard (1968). A future for the United Nations? (pamphlet). CND.
- Gott, Richard (1970). Guerrilla movements in Latin America. Thomas Nelson.
- Gott, Richard (2000). In the shadow of the liberator: Hugo Chávez and the transformation of Venezuela. London New York: Verso Books. ISBN 9781859843659.
- Gott, Richard (2004). Cuba: a new history. New Haven: Yale University Press. ISBN 9780300104110.
- Gott, Richard (2005). Hugo Chávez and the Bolivarian Revolution. London New York: Verso Books. ISBN 9781844675333.
- Gott, Richard (2011). Britain's empire: resistance, repression and revolt. London New York: Verso Books. ISBN 9781844677382.

### Artículos periodísticos
- Gott, Richard (May–June 2006). «Venezuela's Murdoch». New Left Review (New Left Review) II (39). Disponible en línea.